# Johannes Epping
Johannes Epping (* 16. Mai 1945 in Berlin; † 11. April 2022) war ein deutscher Mediziner. Seine Fachgebiete waren Innere Medizin, Intensivmedizin, und Gastroenterologie, Diabetologie und internistische Tumortherapie. In seinen Veröffentlichungen widmete er sich insbesondere pharmakologischen und gastroenterologischen Fragestellungen im Zusammenhang mit Intensivmedizin. Der Thallium-Intoxikation bei den Würzburger Vergiftungsfällen widmete er sich insbesondere als Intensivmediziner. Von 1986 bis 2010 war er Chefarzt für den Bereich Innere Medizin des St.Josefs Hospitals in Dortmund-Hörde.

## Leben

### Familie

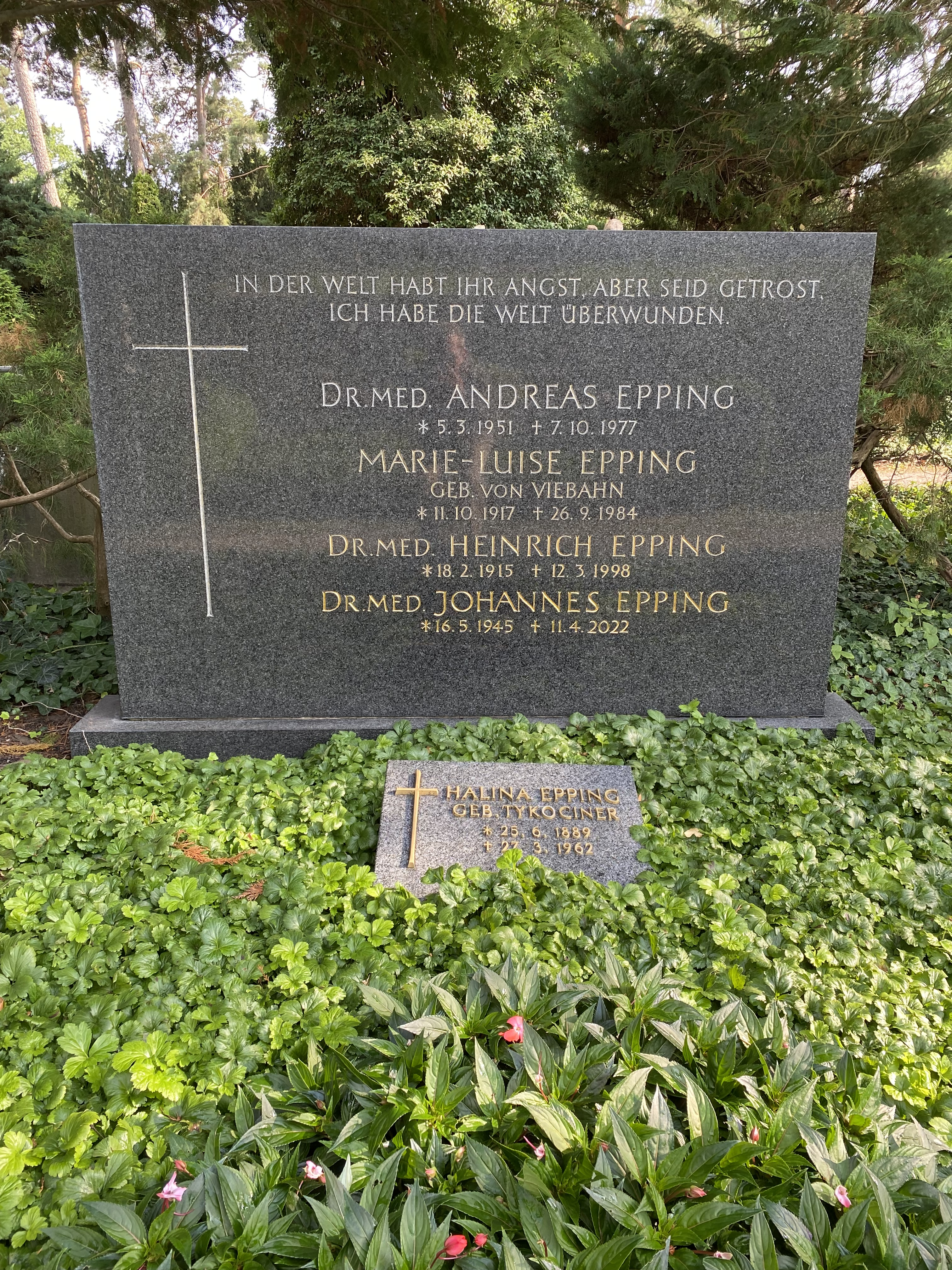
Grabstätte auf dem Waldfriedhof Dahlem

Johannes Epping war der erste Sohn von Medizinstudentin und Lazarettschwester Marie-Luise von Viebahn (1917–1984) und Heinrich Epping (1915–1998). Er hatte zwei weitere Geschwister, eine jüngere Schwester und einen jüngeren Bruder. Johannes Epping verbrachte seine Kindheit in Berlin-Dahlem, geboren wurde er im Prenzlauer Berg (Ost-Berlin), wo seine Eltern zu dieser Zeit im Lazarett arbeiteten. 1983 heiratete er Dorothea Menges, Tochter von Richard Menges. Epping war Vater von zwei Kindern. Er ruht neben seinen Eltern auf dem Waldfriedhof Dahlem (Feld 001-670).

### Ausbildung
Von 1964 bis 1970 absolvierte er das Studium der Humanmedizin an der Freien Universität Berlin und der Albert-Ludwigs-Universität in Freiburg. Er engagierte sich 1968/1969 in der Hochschulpolitik und universitären Gremien der Freien Universität Berlin. 1970 war er als Medizinalassistent an der II. Inneren Abteilung des Städtischen Krankenhauses Moabit (Pribilla), an der Chirurgischen Universitätsklinik, Krankenhaus Westend (Bücherl) und von 1970 bis 1973 wissenschaftlicher Assistent im Pharmakologischen Institut der FU, Abteilung Embryonalpharmakologie (Neubert) tätig.
1972 schloss er seine Promotion mit "magna cum laude" über "Untersuchungen über das fetale und plazentare Wachstum in Abhängigkeit von Implantationsort, Resorptionen, Anzahl der Implantationen und uteriner Blutversorgung ab" und erlangte 1973 die Approbation als Arzt.

### Berufliche Tätigkeit
Er arbeitete als Assistent 1973 in der Röntgenabteilung des Klinikum Steglitz (FU, Oeser). 1974–1980 war er als Assistent an der Medizinischen Klinik Würzburg tätig und wurde dort 1980 Oberarzt der Medizinischen Intensivstation. Hierbei wurde er mit Planung, Einrichtung und Neubau der Intensivstation 1983 betraut.  Die Habilitation für das Fach „Innere Medizin“ folgte 1985 über die Themen "Bioverfügbarkeit von Arzneimitteln bei Lebererkrankungen (pathophysiologische und therapeutische Aspekte)", sowie "Thrombolyse-Therapie beim akuten Myokardinfarkt".
1986–2010 war er Chefarzt der Inneren Abteilung des St. Josefs Hospitals in Dortmund-Hörde.